# Shannon Sharpe
Shannon Sharpe (Chicago, Illinois, 26 de junio de 1968) es un exjugador profesional estadounidense de fútbol americano que se desempeñó en la posición de tight end en la National Football League (NFL). Es miembro del Salón de la Fama del Fútbol Americano Profesional.

## Carrera
Sharpe jugó como profesional diez temporadas en Denver Broncos (1990-1999), después pasó a Baltimore Ravens (2000-2001), luego regresó a Denver Broncos, donde jugó dos temporadas (2002-2003), y fue el equipo en el que se retiró.

## Reconocimiento
El 6 de agosto de 2011, ingresó como miembro al Salón de la Fama del Fútbol Americano Profesional.